# Praça Dom José Gaspar
Praça Dom José Gaspar está localizada na área central da capital de São Paulo, no bairro da República, tendo de um lado a Avenida São Luís e do outro a Rua da Consolação. Trata-se de um espaço ajardinado ao redor da Biblioteca Municipal de São Paulo, a "Biblioteca Municipal Mario de Andrade". A praça concentra-se em uma região plana e elevada em relação ao Vale do Anhangabaú, no limiar entre o Centro Tradicional e a cidade moderna.

## Significado histórico e cultural
A atual região da Avenida São Luís, da Praça Dom José Gaspar e de ocupações adensadas da Rua Bráulio Gomes configurava a chácara velha, conjunto de palacetes pertencentes à elite paulistana. No final do século XIX, houve a divisão da chácara da família do Barão de Souza Queiroz. Composta por árvores ornamentais e frutíferas, a única área que restou da vegetação original das chácaras de Nicolau e Carlos de Souza Queiroz compõe a Praça Dom José Gaspar.
A partir de 1941 a paisagem se modifica: a Crise de 1929 faz com que muitos palacetes e chácaras da região fossem desocupados e cedessem espaço à modernização e verticalização da cidade. Para solucionar o problema de congestionamento no centro, o “Plano de Avenidas” foi elaborado pelo engenheiro e arquiteto Prestes Maia na segunda metade da Década de 30 e tinha como proposta alargar as calçadas e torná-las contínuas. A Praça Dom José Gaspar fez parte dessa obra urbana "clássica", que foi posta em prática quando Prestes Maia assumiu a Prefeitura de São Paulo. Em 1944, a desapropriação do Palácio São Luiz, que na época cedia espaço à Cúria Metropolitana, resultou na criação da Praça Dom José Gaspar. A praça não surge a partir de um projeto específico e formal e, sim, de intervenções viárias ao longo da Década de 40 que acabaram por definir este espaço urbano. O jardim do antigo palacete se adaptou e delineou a forma original da praça, que remetia ao urbanismo francês, ligava calçadas até a Biblioteca Mário de Andrade e tinha como entorno a Avenida São Luís, rua da Consolação, rua Bráulio Gomes e rua Marconi.
O nome da praça foi dado em 1949 e homenageia o segundo arcebispo de São Paulo, Dom José Gaspar d’Afonseca e Silva. Com 38 anos de idade, Dom José Gaspar foi o arcebispo mais novo do país a assumir a Arquidiocese. Dom Gaspar faleceu em agosto de 1943 em um acidente de avião, no qual o jornalista Cásper Líbero também estava presente.
Até meados da Década de 50, não havia planificação com o intuito de humanizar o espaço público e torná-lo mais verde e acolhedor. Nesse sentido, a Praça Dom José Gaspar representou um desvio aos projetos de racionalização da cidade devido a suas áreas ajardinadas e esculturas.

### Tombamento
Em agosto de 2013, a Resolução SC-82 dispôs do tombamento da Biblioteca Mário de Andrade, assim como da praça Dom José Gaspar. Aprovado pelo CONDEPHAAT (Conselho de Defesa do Patrimônio Histórico, Arqueológico, Artístico e Turístico), o processo pretendia preservar tanto o interior quanto o exterior da Biblioteca, devido a sua importância enquanto um marco da paisagem arquitetônica moderna paulistana.

### Efervescência cultural e lazer
Até meados dos anos 60, a praça era considerada ponto de efervescência cultural e intelectual. Em 1949, é inaugurado o Paribar, restaurante e bar frequentado por políticos, jornalistas, intelectuais e poetas. Entre clientes e outros que já passaram pelo local, estão Caetano Veloso, Chico Buarque e, inclusive, Che Guevara, em 1961 durante sua visita ao Brasil.
Nas áreas perimetrais, funcionavam o Museu de Arte Moderna, a sede dos Diários Associados, livrarias, editoras e cafés que, junto aos prédios modernos e de uso múltiplo e, principalmente, à Galeria Metrópole, construíram um ambiente parisiense no centro da cidade.
Em agosto de 1977, pelo menos duas horas por dia a praça tornava-se um campo de futebol. Do meio-dia às 14 horas, vendedores ambulantes, office-boys, alunos de escolas e engraxates reuniam-se para jogar ou assistir a partidas de futebol. Em um dado momento, policiais tomaram a bola para que não houvesse mais jogo. A torcida protestou e Hélio Bicudo, Procurador da Justiça do Estado de São Paulo na época, os ajudou a resgatarem a bola.
Esse episódio possibilitou a oficialização da praça em uma área de lazer. Um dos garotos que participava das partidas conversou com o prefeito vigente Olavo Setúbal e redigiu uma carta de apresentação ao secretário municipal de esportes Caio Pompeu de Toledo, que, além de regularizar o espaço de lazer, presentou os garotos com marcação de campo no asfalto e traves de gol. Após a oficialização, foi consolidado o Dom José Gaspar Futebol Clube, que tinha como sede a praça.

## Arquitetura e urbanismo
Entre os diversos usos da praça, desde sua inauguração até os dias de hoje, os canteiros resultantes do gradeamento da Biblioteca servem tanto como moradias quanto depósito de lixo. Esta segregação da Biblioteca e da praça também reduz o diálogo entre a arquitetura e os monumentos presentes na praça. As largas calçadas possibilitam a movimentação de pedestres, a circulação de camelôs e a existência de banca de jornal. As áreas abertas da praça também são palco para festas de rua, blocos de carnaval e shows.
Ao longo da Década de 1980, ocorreram as principais alterações na praça Dom José Gaspar. No 427º aniversário da cidade de São Paulo, em 1981, a praça foi reinaugurada após a ampliação do espaço para cinco mil metros quadrados de área e a construção de um calçadão, canteiros, floreiras e bancos. A praça foi estendida até o Conjunto Metrópole, conhecido como Galeria Metrópole e construído em 1959. Na época, o piso de concreto, em forma de xadrez, e as floreiras de granito eram mais baratos e seguros, além de considerados inovações em relação a obras urbanas.
A Biblioteca Mário de Andrade foi isolada por grades e teve seus acessos à praça e a Avenida São Luís bloqueados. Os caminhos internos deram lugar a canteiros e, aos poucos, o uso múltiplo do espaço foi substituído pelo uso dos calçadões das ruas Marconi e Bráulio Gomes.
Em 2003, a Emurb realizou uma remodelagem da praça com acréscimo de árvores e retirada de muretas que tinham uso para descanso e convívio social. A reforma foi parcialmente concluída em 2004.
Em 2011, foram investidos R$ 500.983,97 em um novo projeto paisagístico para a praça, que contava com vegetação ornamental nos canteiros, piso podátil adequado para pessoas com deficiência visual e 25 mil mudas de 18 espécies diferentes de plantas para serem semeadas. O projeto também pretendia estender a área de leitura da Biblioteca para a praça construindo decks de madeira ao ar livre.

## Esculturas
Na década de 50, foram implantados bustos de poetas como do português “Camões”, esculpida em bronze revestido de granito por José Cuccê, “Miguel de Cervantes”, em homenagem ao seu 400º aniversário de morte e de autoria de Rafael Galvez e, também, estátua de “Dante Alighieri”, feita na Itália por Bruno Giorgi e instaurada na praça em 1955.

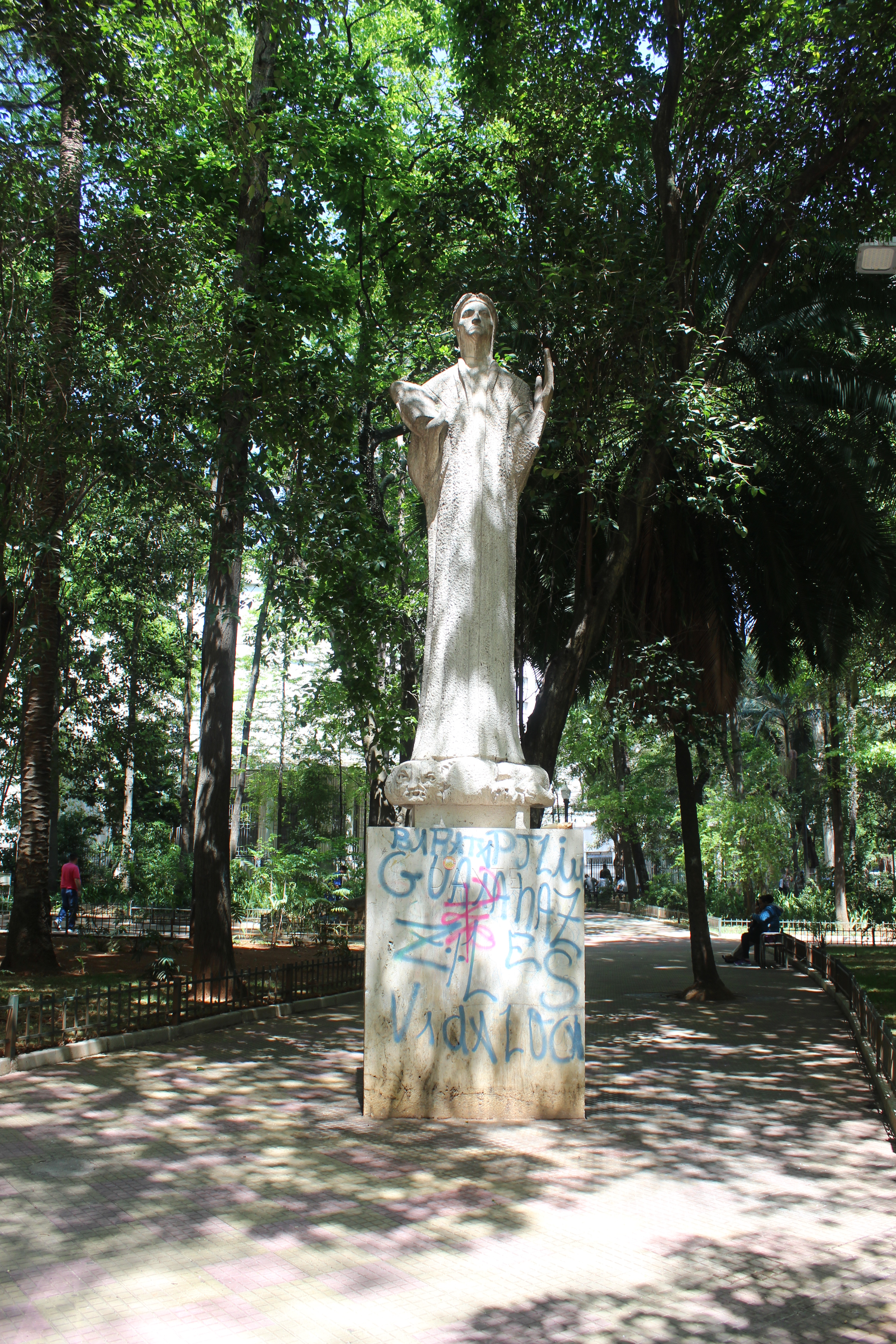
Monumento Dante Alighieri na praça Dom José Gaspar

Além desses, podem ser encontrados espalhados pela praça os monumentos "Cruzeiro", "Sesquicentenário da Independência", "Goethe", de Tao Sigulda, "Frederich Chopin", "Mário de Andrade", igualmente de Bruno Giorgi, sendo esta última, no entanto, levada ao interior da própria Biblioteca Mário de Andrade.
A obra "Fauno", esculpida em 1942 por Victor Brecheret, hoje em dia encontra-se no Parque Trianon. No entanto, quando o prefeito Prestes Maia a adquiriu ela foi posta na praça Dom José Gaspar. A obra foi bem recebida pelo público, que acendia velas e fazia rituais entorno dela. A Cúria Metropolitana, que na época ocupava o terreno, entendeu a escultura como uma possível personificação do demônio e exigiu da prefeitura que o “Fauno” fosse retirado dali.

## Atual
A praça Dom José Gaspar foi a primeira a receber o Projeto WifiLivreSP. A iniciativa é uma parceira entre a Prefeitura de São Paulo, a Secretaria Municipal de Serviços e a PRODAM (Empresa de Tecnologia da Informação e Comunicação do Município de São Paulo) e tem como objetivo democratizar o acesso a internet de qualidade nas principais praças da cidade. O sinal Wifi foi disponibilizado na praça no dia 1º de agosto de 2013.
Em outubro de 2014, foi inaugurada 600 metros de ciclofaixa perpassando o centro de São Paulo. A praça Dom José Gaspar foi uma das regiões a ganhar ciclovia e, com o novo trecho, estabeleceu uma ligação entre a Avenida São Luís, Praça da República e Avenida Vieira de Carvalho.
Além disso, a praça também recebe eventos culturais, como aconteceu em julho de 2016, no qual a marca de uísque Jim Beam promoveu um show gratuito com diversas bandas estrangeiras.

## Galeria

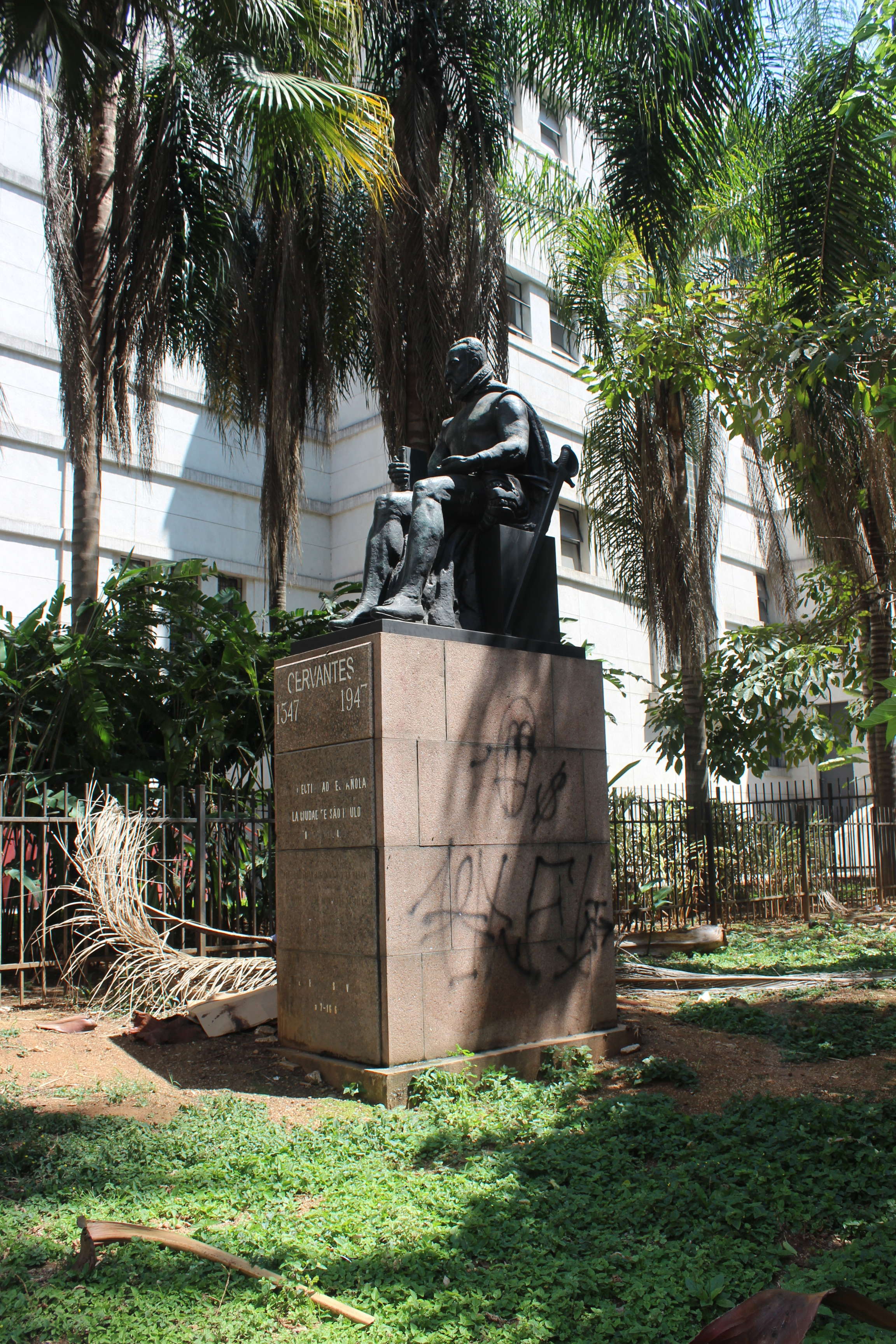
Monumento Cervantes na Praça Dom José Gaspar
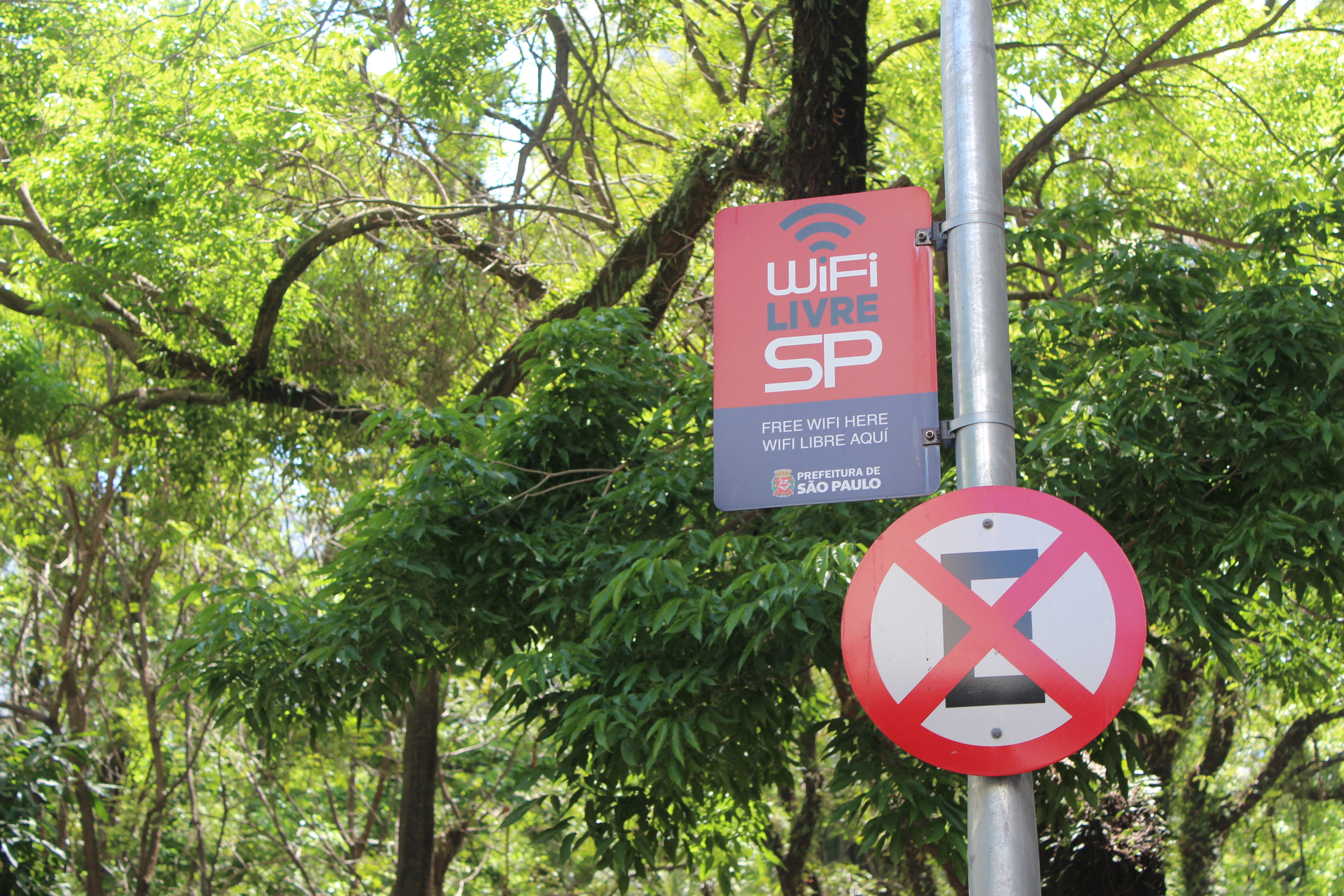
Wifi Livre SP na Praça Dom José Gaspar
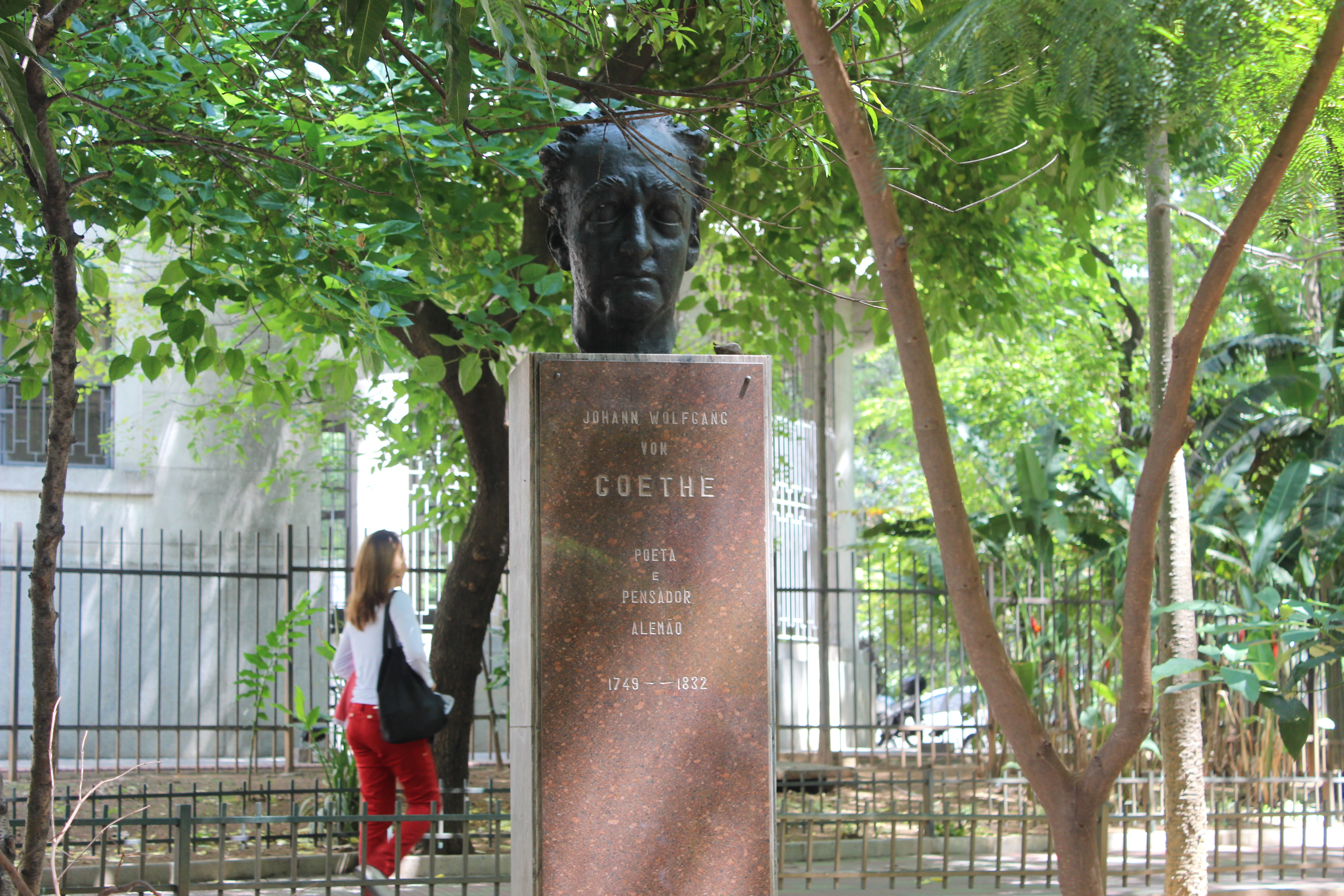
Monumento Goethe na Praça Dom José Gaspar
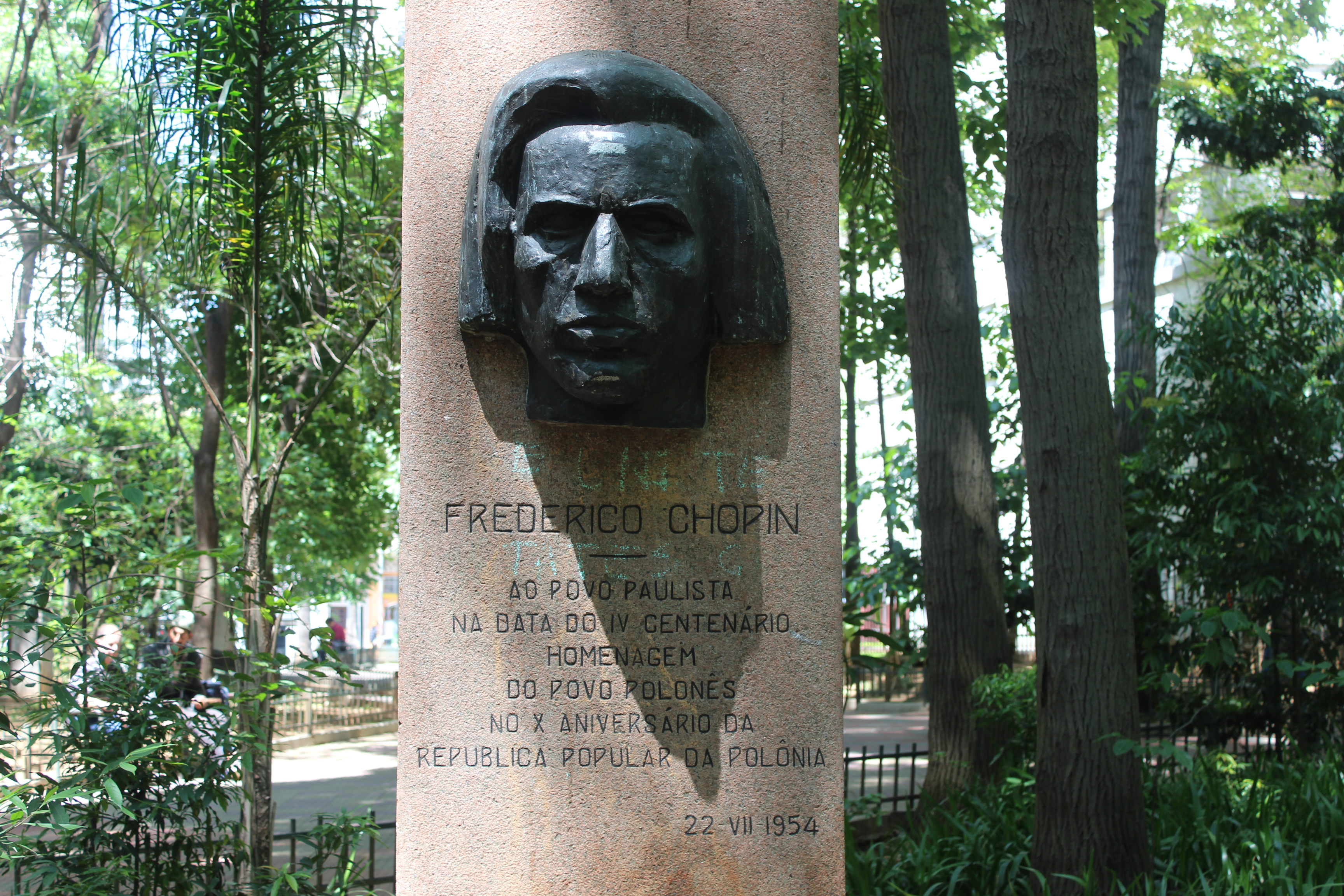
Monumento Frederico Chopin na Praça Dom José Gaspar
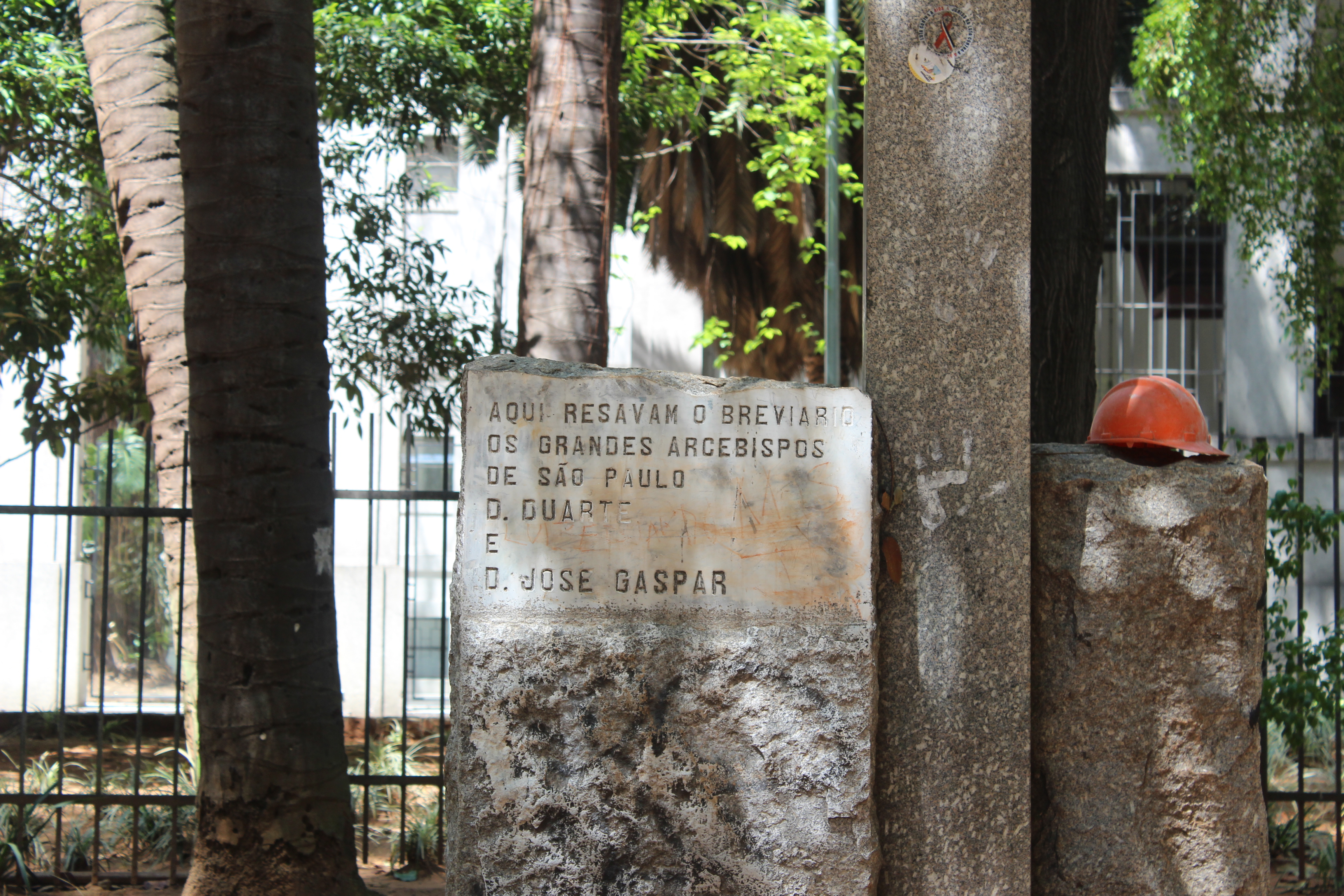
Monumento Cruzeiro na Praça Dom José Gaspar
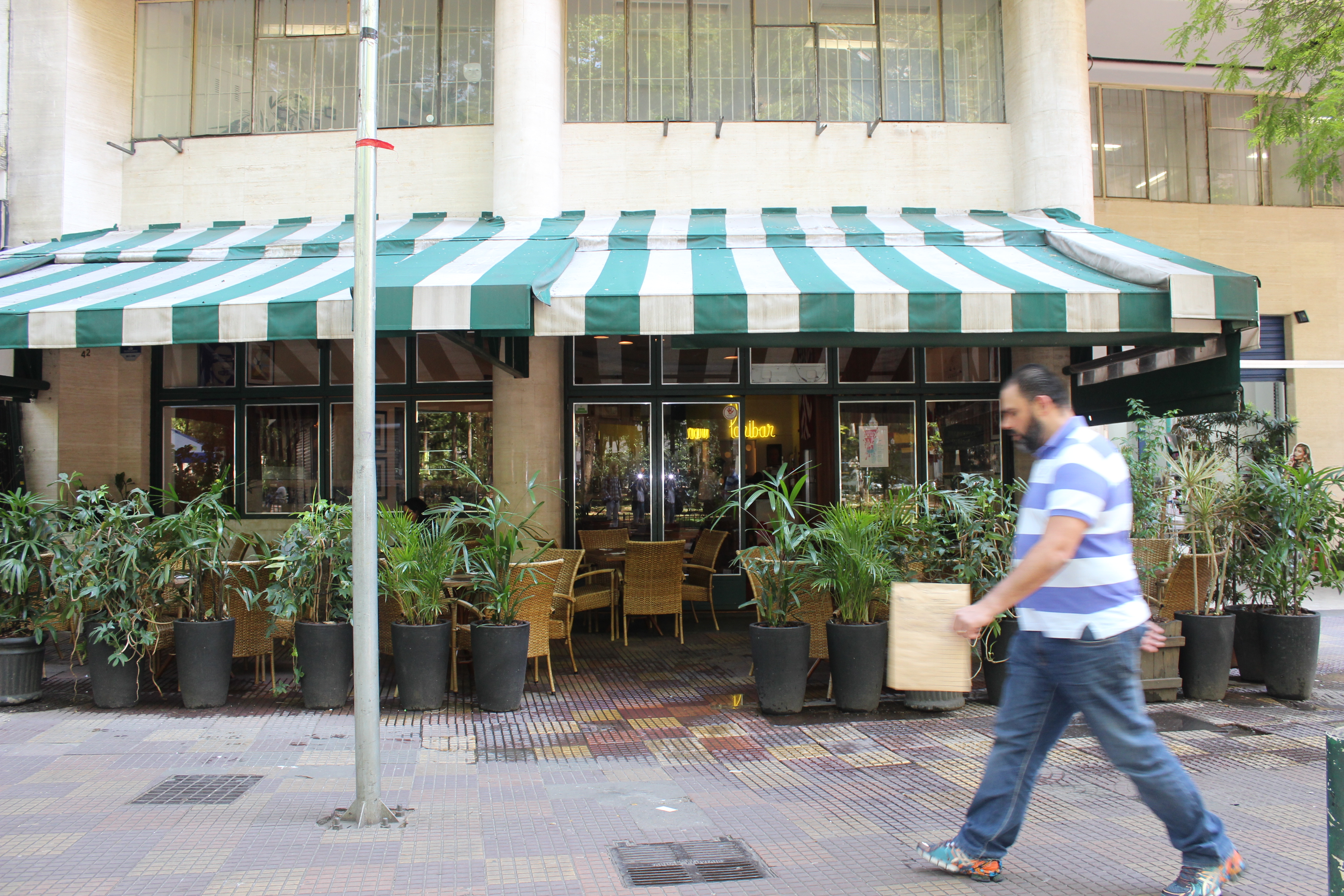
Paribar localizado na Praça Dom José Gaspar